# Psylloidea
Super-famille
Les Psylloidea sont une super-famille d'insectes de l'ordre des hémiptères. Il comprend notamment des insectes appelés communément des « psylles », considérés comme nuisibles pour les arbres cultivés.

## Liste des familles
Selon Catalogue of Life (8 juillet 2015) :
- Aphalaridae
- Calophyidae
- Carsidaridae
- Homotomidae
- Liadopsyllidae
- Liviidae
- Malmopsyllidae
- Neopsylloididae
- Phacopteronidae
- Psyllidae
- Triozidae

Selon  Species File (8 juillet 2015) :
- Calophyidae
- Carsidaridae
- Homotomidae
- Phacopteronidae
- Psyllidae
- Triozidae

Selon Paleobiology Database (8 juillet 2015) :
- Aphalaridae
- Carsidaridae
- genre Draycotia
- Liadopsyllidae
- Liviidae
- Malmopsyllidae
- Psyllidae
- Triozidae

## Liste des familles, genres, espèces
Selon NCBI (8 juillet 2015) :
- famille des Aphalaridae
  - genre Agonoscena
    - Agonoscena pistaciae

  - genre Aphalara
    - Aphalara itadori
    - Aphalara polygoni

  - genre Craspedolepta
    - Craspedolepta angustipennis
    - Craspedolepta subpunctata
- famille des Calophyidae
  - genre Calophya
    - Calophya latiforceps
    - Calophya schini
    - Calophya terebinthifolii
- famille des Carsidaridae
  - genre Protyora
    - Protyora sterculiae
- famille des Homotomidae
  - genre Macrohomotoma
    - Macrohomotoma gladiata
- famille des Liviidae
  - genre Neophyllura
    - Neophyllura arctostaphyli

  - genre Psyllopsis
    - Psyllopsis fraxinicola
- famille des Phacopteronidae
  - genre Pseudophacopteron
    - Pseudophacopteron alstonium
    - Pseudophacopteron canarium
- famille des Psyllidae
  - genre Acizzia
    - Acizzia hollisi
    - Acizzia uncatoides

  - genre Arytaina
    - Arytaina adenocarpi
    - Arytaina devia
    - Arytaina genistae
    - Arytaina nubivaga
    - Arytaina vittata

  - genre Arytainilla
    - Arytainilla atlantica
    - Arytainilla cytisi
    - Arytainilla delarbrei
    - Arytainilla gredi
    - Arytainilla montivaga
    - Arytainilla serpentina
    - Arytainilla spartiophila
    - Arytainilla sulci
    - Arytainilla telonicola

  - genre Arytinnis
    - Arytinnis berber
    - Arytinnis canariensis
    - Arytinnis cognata
    - Arytinnis diluta
    - Arytinnis dividens
    - Arytinnis equitans
    - Arytinnis fortunata
    - Arytinnis gomerae
    - Arytinnis hakani
    - Arytinnis hupalupa
    - Arytinnis incuba
    - Arytinnis menceyata
    - Arytinnis modica
    - Arytinnis nigralineata
    - Arytinnis occidentalis
    - Arytinnis ochrita
    - Arytinnis pileolata
    - Arytinnis proboscidea
    - Arytinnis prognata
    - Arytinnis romeria
    - Arytinnis umbonata

  - genre Baeopelma
    - Baeopelma foersteri

  - genre Blastopsylla
    - Blastopsylla occidentalis

  - genre Boreioglycaspis
    - Boreioglycaspis melaleucae

  - genre Cacopsylla
    - Cacopsylla alaterni
    - Cacopsylla brunneipennis
    - Cacopsylla chinensis
    - Cacopsylla citrisuga
    - Cacopsylla coccinea
    - Cacopsylla fraudatrix
    - Cacopsylla fulguralis
    - Cacopsylla ledi
    - Cacopsylla mali
    - Cacopsylla melanoneura
    - Cacopsylla myrthi
    - Cacopsylla myrtilli
    - Cacopsylla peregrina
    - Cacopsylla pruni
    - Cacopsylla pyri
    - Cacopsylla pyricola
    - Cacopsylla pyrisuga
    - Cacopsylla qianli

  - genre Cardiaspina
  - genre Ctenarytaina
    - Ctenarytaina eucalypti
    - Ctenarytaina longicauda
    - Ctenarytaina spatulata

  - genre Cyamophila
    - Cyamophila prohaskai

  - genre Diaphorina
    - Diaphorina citri

  - genre Euphyllura
    - Euphyllura olivina
    - Euphyllura pakistanica

  - genre Glycaspis
    - Glycaspis brimblecombei

  - genre Heteropsylla
    - Heteropsylla cubana
    - Heteropsylla texana

  - genre Livilla
    - Livilla adusta
    - Livilla baetica
    - Livilla blandula
    - Livilla caprifuga
    - Livilla complexa
    - Livilla horvathi
    - Livilla ima
    - Livilla maculipennis
    - Livilla maura
    - Livilla monospermae
    - Livilla nervosa
    - Livilla pseudoretamae
    - Livilla pyrenaea
    - Livilla radiata
    - Livilla retamae
    - Livilla spectabilis
    - Livilla syriaca
    - Livilla variegata
    - Livilla vicina
    - Livilla vittipennella

  - genre Mesohomotoma
    - Mesohomotoma hibisci

  - genre Pachypsylla
    - Pachypsylla celtidismamma
    - Pachypsylla pallida
    - Pachypsylla venusta

  - genre Panisopelma
    - Panisopelma nitidae

  - genre Pseudacanthopsylla
    - Pseudacanthopsylla improvisa

  - genre Psylla
    - Psylla alni
    - Psylla alniformosanaesuga
    - Psylla buxi
    - Psylla lanceolata

  - genre Russelliana
    - Russelliana intermedia

  - genre Spanioneura
    - Spanioneura fonscolombei

  - genre Tainarys
    - Tainarys sordida
- famille des Triozidae
  - genre Aacanthocnema
    - Aacanthocnema dobsoni

  - genre Acanthocasuarina
    - Acanthocasuarina muellerianae

  - genre Bactericera
    - Bactericera cockerelli
    - Bactericera maculipennis

  - genre Neotriozella
    - Neotriozella hirsuta

  - genre Paratrioza
    - Paratrioza sinica

  - genre Schedotrioza
    - Schedotrioza apicobystra
    - Schedotrioza cornuta
    - Schedotrioza distorta
    - Schedotrioza marginata
    - Schedotrioza multitudinea

  - genre Trioza
    - Trioza adventicia
    - Trioza aylmeriae
    - Trioza eugeniae
    - Trioza malloticola
    - Trioza pallida
    - Trioza urticae